# Милош Милутиновић
Милош Милутиновић (Бајина Башта, 5. фебруар 1933 — Београд, 28. јануар 2003) био је југословенски и српски фудбалер и тренер. Играо је за Партизан, ОФК Београд, Бајерн Минхен, Расинг из Париза, Стад Франс из Париза, као и за фудбалску репрезентацију Југославије. По завршетку играчке каријере, радио је као тренер у Југославији и иностранству, а у пензију одлази 1991. године.

## Детињство и рана младост
Био је најстарији од четворо деце. Имао је сестру Милицу и два брата: Милорада и Бору.
Како је рано остао без оца, прешао је да живи у Бору код тетке и тече. Бор је и у то време радничка средина, те је Милош од самих почетака доста слушао о ударницима тога времена. Ипак, одмалена је био фасциниран фудбалском лоптом и желео је само фудбалом да се бави. Још као дечак окупио је екипу из улице која је имала назив Скакавци. Основну и Средњу техничку школу завршио је у Бору.

## Спортска биографија

### Југославија
Милутиновић је своју фудбалску каријеру започео као петнаестогодишњак у омладинској екипи ФК Бор. Већ тада је догурао до омладинске репрезентације.
После УЕФА турнира, када је играо за омладинску фудбалску репрезентацију Југославије, 1951. године у Кану, Милутиновић прелази у Партизан, иако је у једном тренутку деловало да ће потписати за Црвену звезду, а да је у целу ствар била умешана чак и Управа државне безбедности (УДБ).
Прво изненађење чекало ме је када сам ушао у ауто. На задњем седишту седео је један члан управе Бора. Казао ми је да иде службено за Београд, па да искористи ситуацију. Само што смо кренули настало је неко дошаптавање између оног политичара и шофера. Говорили су сувише тихо да бих могао да чујем. После Брестовачке бање онај главни нареди: Стани! Врати се, идемо испод оног моста. Тамо ћемо мало да се одморимо док мине врућина. Има времена, стићи ћемо. Тада се у мени родила нова сумња. Од кога ми то бежимо, зашто сад чекамо? Предосећао сам да сам обманут. Три сата провели смо под тим мостом пре него што настависмо пут. На повремена питања човека са предњег седишта одговарао сам кратко...— Милош Милутиновић
Милутиновић је у међувремену стигао на адресу у близини стадиона ЈНА, на којој га је касније сачекао и фудбалер Црвене звезде Предраг Ђајић:
...Поверовао сам на тренутак да идемо на састанак са челницима Партизана. Прошли смо стадион и ауто се зауставио испред једне виле у близини. У великом салону застао сам од узбуђења. Ту је било више од десет људи, озбиљних, лепо обучених. По количини дима закључујем да су нас дуго чекали. Представљен сам прво домаћину, политичару од имена, па онда редом. Збуњен сам. Толико људи, мени непознатих, седи и гледа ме. Тада још нисам пушио па нисам знао шта ћу с рукама. Прича је некако кренула. Готово неосетно дошли смо и до главног питања: Да ли сам одлучио да дођем у Звезду? Одговорио сам кратко да сам дао реч Партизану и човеку кога никако не желим да обманем. Почело је дуго убеђивање. Ништа се није променило ни када смо прешли у трпезарију. Затим је дошао неки човек и донео неколико примерака сутрашњих новина. На спортској страни, на неколико стубаца, као вест дана објављен је текст под насловом: Милутиновић потписао приступницу за Црвену звезду! Гледао сам у та крупна слова и мислио шта ће на то рећи људи из Партизана. Помислиће да немам части. Смогао сам некако снаге да кажем пред свима да то што пише у новинама није тачно. Један од њих, за кога сам касније сазнао да је министар врло важног ресора, рекао је нешто што ме је дотукло: Ти имаш моралну обевезу према Партизану јер си дао реч неколицини људи. А то је ништавно према обавези коју ћеш од сутра имати када толики људи буду сазнали да си потписао за Звезду, да си наш члан. И тек тада схватио сам зашто је са нама члан управе Бора, онај што је пошао службено за Београд. Извадио је моју спортску легитимацију, исписницу клуба и брисовницу из подсавеза. Други је испред мене ставио приступницу Црвене звезде. Требало је да потпишем та три мала картона и вест из новина биће тачна. Моја воља је сломљена. Нисам имао снаге да се опирем. Више се не позивам на дату реч... Потписао сам. Они су у то име испили пиће. Ја сам имао жељу само да се испавам...— Милош Милутиновић
Ипак, и поред наводног "киднаповања" од стране Црвене звезде, Милутиновић ипак завршава у Партизану, у ком је већином играо на месту центарфора или полутке. За Партизан је Милутиновић одиграо 213 утакмица, од којих 87 првенствених, и постигао је 231 гол, од којих 53 првенствена.
Са Партизаном Милутиновић је освојио Куп Југославије у фудбалу 1954. и 1957. године.
После Партизана 1958. године, Милутиновић прелази у ОФК Београд. За ОФКа игра само осам утакмица, али даје девет голова. У то време Милутиновић се разболео од туберкулозе и пошто су му за опоравак најбоље услове понудили у Минхену, он одлази тамо на лечење и после опоравка потписује једну сезону за Бајерн Минхен.

#### Куп шампиона 1955/56. са Партизаном
Партизан је у тој сезони скупио импресивна нападачка имена. Поред Милутиновића у Партизану су још були фудбалски мајстори као што су Марко Валок, Стјепан Бобек и Бранко Зебец.
Са Партизаном, Милутиновић учествује у првом одржаном такмичењу Лиге шампиона у сезони 1955/56. Партизан веома лако пролази прву препреку. Прво побеђује Спортинг Лисабон са укупним резултатом 8:5 (3:3 и 5:2). Милутиновић је на првој утакмици Купа шампиона, икада, постигао два гола, а на другој утакмици у Београду, четири. После првог кола Партизан наилази на тада веома моћан Реал Мадрид предвођен са Ди Стефаном и Гентом. Прва утакмица у Мадриду, пред 105.532 гледалаца, је завршена победом Реала са 4:0. Голове су дали Кастањо два и Генто и Ди Стефано по један. Друга утакмица у којој је Партизан показао своју праву снагу завршена је резултатом од 3:0 за Партизан, што није било довољно за даљи пролаз. На тој утакмици Милутиновић је постигао два гола. Милош Милутиновић је те године постао први краљ стрелаца Лиге шампиона са постигнутих осам погодака
На овом такмичењу Купа шампиона, Милош Милутиновић је убедљиво освојио титулу краља стрелаца са 8 голова из 4 сусрета, испред таквих имена као што су Петар Палоташ 6 голова из 4 утакмице, Ди Стефано 5 голова из 7 утакмица, Михаљ Лантош 4 гола из 4 утакмице и Нандор Хидегкути 2 гола из 4 утакмице.
| 29. јануар 1956. Лиге шампиона             |              |             |                                                                              |
| Партизан                                   | 3-0          | Реал Мадрид | Град: Београд Стадион ЈНА Судија: Јозеф Гилде (Швајцарска) Гледалаца: 40.000 |
| Милутиновић 24’ 87’ · Михајловић 46’ (пен) | (Статистика) |             | Град: Београд Стадион ЈНА Судија: Јозеф Гилде (Швајцарска) Гледалаца: 40.000 |

#### Играчка статистика у ФК Партизан
Статистика Милоша Милутиновића са Партизановог званичног клупског сајта
|                        | \| Такмичење \| Број утакмица \| Број голова \| \| ---------------------- \| ------------- \| ----------- \| \| Првенствене \| 87 \| 53 \| \| Интернационалне \| 50 \| 49 \| \| Пријатељске \| 61 \| 111 \| \| Куп Југославије \| 10 \| 10 \| \| Куп европских шампиона \| 4 \| 8 \| \| Укупно \| 213 \| 231 \| |             |
| Такмичење              | Број утакмица | Број голова |
| Првенствене            | 87 | 53          |
| Интернационалне        | 50 | 49          |
| Пријатељске            | 61 | 111         |
| Куп Југославије        | 10 | 10          |
| Куп европских шампиона | 4 | 8           |
| Укупно                 | 213 | 231         |

За Партизан су још играла Милошева два рођена брата Милорад и Бора, међутим због разлике у годинама једино су Милош и Милорад играли заједно.

### Немачка и Француска
За Бајерн из Минхена, Милутиновић наступа у сезони 1960/61. За Баварце је у тој сезони одиграо 20 утакмица и постигао је 5 голова. Будући да је био реконвалесцент, није био у прилици да искаже све своје фудбалско умеће, али и оно што је показао било је сасвим довољно да се види о каквом се играчу ради, што је запазио и Франц Бекенбауер, тада млада нада Бајерна:
Ми у подмлатку одушевљавали смо се његовим мајсторством, недостижним за све немачке фудбалере тог доба. Звали смо га Meister Miloš.— Франц Бекенбауер
После Минхена, Милутиновић одлази за Француску где потписује за екипу Расинга из Париза. Након што је стигао из Бајерна, Жан Корни из Л'екипа је изјавио:
Ја сам гласао и увек ћу гласати против долазака странаца у француске клубове. Постоји само један изузетак, то је трансфер Милутиновића. Знате зашто? Он није фудбалер, то је Плави анђео, он је уметник. А за уметнике постоје другачији критеријуми.— Жан Корни, магазин Л'екип
У Расингу остаје две сезоне, за које време игра 66 првенствених утакмица и постиже 28 првенствених голова. Из Расинга, Милутиновић прелази у Стад Франс, фудбалски клуб такође из Париза. Ту остаје две сезоне и за Стад одиграва 44 првенствене утакмице и постиже седам голова.
У Расингу се завршава Милутиновићева играчка каријера. На наговор Шекуларца, Милутиновић игра још једну сезону 1968/69, опет за ОФК Београд. На првој утакмици, против Пролетера из Зрењанина, на Карабурми се окупило 30.000 гледалаца, Милутиновић је постигао прво гол и ОФК је победио са 3:2. У тој сезони Милутиновић је за ОФК одиграо укупно 42 (20 првенствених) утакмица и постигао је 13 (5 првенствених) голова.

### Репрезентација Југославије
За омладинску репрезентацију Југославије, Милутиновић је играо на УЕФА омладинском турниру у Кану. Одиграо је све три утакмице турнира, био је капитен репрезентације, проглашен за најбољег играча турнира и репрезентација Југославије је освојила титулу омладинског првака Европе.
За сениорску репрезентацију Југославије, Милутиновић је одиграо 33 утакмице и постигао је 16 голова.
Деби је имао 21. маја 1953. у Београду, на пријатељској утакмици против Велса. Југославија је победила са 5:2, и на тој утакмици је Рајко Митић постигао хет трик.
Са фудбалском репрезентацијом Милутиновић је био на два светска првенства, 1954. у Швајцарској и 1958. у Шведској. На оба првенства Југославија је дошла до четвртфинала такмичења.
Милутиновић је свој први гол за репрезентацију постигао 8. новембра 1953. године у квалификационој утакмици за Светско првенство против Израела одиграној у Скопљу.
Утакмице за репрезентацију Југославије на којима се посебно истакао су биле против Индонезије (4:2), Италије (6:1) и Румуније (2:0). Против Индонезије је постигао три гола, против Италије два гола и против Румуније два гола. На квалификационој утакмици за светско првенство против репрезентације Румуније је играо повређен (повреда главе, имао је завој) али је и поред тога успео да да два гола и помогне репрезентацији да се домогне Светског првенства 1958. године.
Милутиновић је играо велики број значајних утакмица за репрезентацију Југославије. Једна од њих је и пријатељска утакмица против Енглеске одржаној 11. маја 1958. године у Београду, на стадиону ЈНА пред 55.000 гледалаца. То је била уједно и задња утакмица на којој је Милутиновић постигао гол. Југославија је славила убедљиву победу од 5:0, а Милутиновић је начео мрежу Енглеза у 23 минуту првог полувремена. Голове су још постигли Александар Петаковић (3) и Тодор Веселиновић (1). Утакмица је завршена победом Југославије од 5:0.
На Светском првенству у Шведској се опростио од репрезентације. Задња утакмица репрезентације на којој је играо је била 19. јуна 1958. године против против Немачке у Малмеу. Ту утакмицу је Југославија изгубила са 1:0.

## Тренерска каријера
Као тренер, Милутиновић је радио са Дубочицом из Лесковца (1970), Пролетером из Зрењанина (1973. године га увео у Прву лигу), Атласом из Гвадалахаре (Мексико), Бешикташом из Истанбула, Вележом из Мостара (освојио Куп Југославије 1981) и Партизаном са којим је освојио титулу шампиона Југославије 1983. године.
Југословенску фудбалску репрезентацију је као селектор водио од 12. септембра 1984. па до 16. новембра 1985. године.

## Приватни живот
Милош Милутиновић је имао двоје деце, ћерку Дубравку и сина Уроша (1962—2015).
Преминуо је 28. јануара 2003. године у Београду, у 70. години живота.